# Ghiacciaio Nipe
Il ghiacciaio Nipe (in norvegese la parola "nipe" significa "picco montuoso") è un ghiacciaio situato sulla costa della Principessa Ragnhild, nella Terra della Regina Maud, in Antartide. Il ghiacciaio, il cui punto più alto si trova a circa 1100 m s.l.m., si trova in particolare nei monti Sør Rondane, dove fluisce verso nord-est scorrendo tra i colli Austkampane e il picco Menipa.

## Storia
Il ghiacciaio Nipe è stato mappato nel 1957 da cartografi norvegesi grazie a fotografie aeree scattate nel corso dell'operazione Highjump, 1946-1947, ed è stato da essi battezzato con il suo attuale nome.